# Phytocoris quadriannulipes
Phytocoris quadriannulipes är en insektsart som beskrevs av Knight 1968. Phytocoris quadriannulipes ingår i släktet Phytocoris och familjen ängsskinnbaggar. Inga underarter finns listade i Catalogue of Life.